# Eumelea rosaliata
Eumelea rosaliata là một loài bướm đêm trong họ Geometridae.